# سولومون هیل
سولومون هیل (انگلیسی: Solomon Hill؛ زادهٔ ۱۸ مارس ۱۹۹۱) بازیکن بسکتبال اهل ایالات متحده آمریکا است.
از باشگاه‌هایی که در آن بازی کرده‌است می‌توان به ایندیانا پیسرز و میامی هیت اشاره کرد.